# Forever Marshall Islands
Forever Marshall Islands (Para Sempre as Ilhas Marshall) é o hino nacional das Ilhas Marshall.